# Monte Formoso
Monte Formoso is een gemeente in de Braziliaanse deelstaat Minas Gerais. De gemeente telt 4.943 inwoners (schatting 2009).

## Aangrenzende gemeenten
De gemeente grenst aan Joaíma en Ponto dos Volantes.
De plaats ligt in een dal ten noorden van de beboste heuvel, de Monte Formoso.